# Nico Christ
Nico Christ (Tubinga, 30 ottobre 1981) è un tennistavolista tedesco.
Attualmente gioca nel TSV Graeflingen (Baviera) nella seconda divisione della Bundesliga (girone sud). Occupa la posizione 234 nella graduatoria mondiale e la posizione 14 nella classifica telematica tedesca Joola (dati aggiornati ad Ottobre 2007).
Nico è un giocatore destro e gioca con l'impugnatura "occidentale". È dotato di notevole agilità al tavolo, accompagnata da un possente dritto offensivo. Al momento utilizza racchette "Kinetic CF Carbo-Aramid OFF" della Andro e gomme "Revolution C.O.R.2".
Risiede a Karlsruhe (Germania), dove si allena con giocatori locali ed è inoltre iscritto al Corso di Laurea in Fisica all'Università di Karlsruhe. Ciò gli ha permesso di partecipare alle Universiadi 2007 di Bangkok (Thailandia), dove la squadra tedesca di Tennis tavolo ha vinto la medaglia di bronzo nella competizione a squadre.

## Alcuni risultati
- 1998 Campione Europeo con la squadra giovanile tedesca a Norcia
- 2002 Campione della seconda divisione della Bundesliga tedesca con il TTC Karlsruhe-Neureut
- 2003 Campione nazionale di doppio con Bastian Steger
- 2004 Campione nazionale di doppio misto con Christina Fischer
- 2004 Medaglia di Bronzo nel campionato tedesco di doppio con Bastian Steger
- 2005 Medaglia di Bronzo nel campionato tedesco di doppio misto con Christina Fischer
- 2007 Quarti di finale nel campionato tedesco di singolo
- 2007 Medaglia di Bronzo nella competizione a squadre alle Universiadi di Bangkok (Thailandia)